# Міжнародна школа «Меридіан»
Міжнародний ліцей «Меридіан» — приватний навчальний заклад в Києві, розташований за адресою Квітневий провулок, 5а. Відкритий в 2001 році. Підпорядковується Міністерству освіти і науки України. Ліцей є членом ECIS (укр. Європейської ради міжнародних шкіл).
Навчання проводяться за міжнародною спеціалізованою навчальною програмою AICE, що є частиною Кембриджської міжнародної системи оцінювання. Програму адаптовано і узгоджено із державною освітньою програмою та навчальними планами, затвердженими Міністерством освіти та науки України. Викладання за державною програмою здійснюється двома мовами — українською та англійською. Навчальний план передбачає вивчення предметів науково-природничого циклу, гуманітарних наук, інформаційних технологій, предметів художньо-естетичного циклу та фізичної культури.
Ліцей має добру матеріально-технічну базу, що включає в себе сучасне обладнання навчальних кабінетів, комп‘ютерний клас, бібліотеку, фізичну та хімічну лабораторії, кабінет художньої праці та хореографічну залу. Після уроків учні мають можливість відвідувати гуртки, факультативи, клуби за інтересами, подорожувати по Україні та за її межами.
На момент відкриття у школі було близько 50 учнів з 1 по 9 клас. З 2017 року школа налічує близько 450 учнів, серед яких діти 36 національностей. Кількість учнів у класі обмежена до 20, але здебільшого класи менш численні.
Школа пропонує шкільний мікроавтобус для учнів з різних районів Києва.